# Traslado de peças judiciais
Traslado de peça judicial - ou simplesmente traslado - é a movimentação, adição ou alteração do auto judicial no âmbito da Secretaria do órgão judicial, isto é, incorporações/modificações das peças processuais como decisões, sentenças, petições, etc., ao auto do processo.
Exemplo de traslado citado em ato processual interlocutório no âmbito do judiciário brasileiro:
TJ-MS - Agravo : AGV 7847 MS 2007.007847-5
AGRAVO - AÇÃO DE MANUTENÇÃO DE POSSE - POSSIBILIDADE DE REVOGAR A LIMINAR DE OFÍCIO - FATO NOVO E SUPERVENIENTE - FORMA DA REVOGAÇÃO - DECISÃO PROFERIDA EM AÇÃO DE ALIENAÇÃO JUDICIAL COM TRASLADO DE CÓPIA PARA OS AUTOS DA AÇÃO POSSESSÓRIA - VÍCIO FORMAL INEXISTENTE - RECURSO IMPROVIDO.
Na peça judicial citada é utilizada a expressão "traslado de cópia para os autos de ação pessessória", significando que foi adicionada (trasladada) ao processo uma cópia da ação possessória, ao qual a Secretaria emite certidão do ato judicial.
O trecho a seguir exemplifica a certidão de fé do traslado procedido pela Secretaria.
| Certifico que a cópia da ação possessória 20140501, foi apensada aos autos. Fls. ..., referindo de fato ao processo em apenso no. . Brasília, 08 de maio de 2014. _____________________________ Escrivão/Chefe de Secretaria |